# Cterissa australiensis
Cterissa australiensis är en kräftdjursart som beskrevs av V.I. Avdeev 1975. Cterissa australiensis ingår i släktet Cterissa och familjen Cymothoidae. Inga underarter finns listade i Catalogue of Life.